# Carlo Francesco Gabba

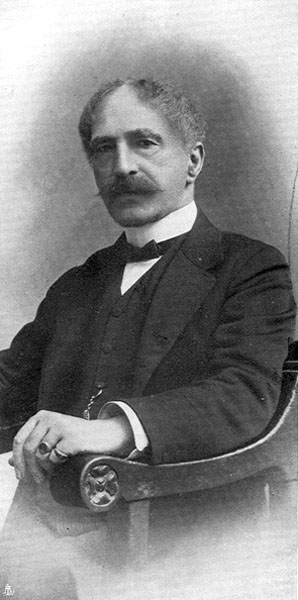

Carlo Francesco Gabba (geb. 14. April 1838 in Lodi; gest. 19. Februar 1920 in Turin) war ein italienischer Jurist und Hochschullehrer. Er war Professor an der Universität Pisa.  1900 wurde er zum Senator des Königreichs Italien ernannt.
In seinem umfangreichen Werk Teoria della retroattivita delle leggi über die Theorie rückwirkender Gesetze perfektionierte er die Lassallesche Lehre von den erworbenen Rechten.
Gabba erhielt zahlreiche Ehrungen.

## Publikationen (Auswahl)
- Teoria della retroattivita delle leggi. Utet 1884–1889, Torino, 1884
- Intorno ad alcuni più generali problemi della scienza sociale., Florenz 1881
- Della condizione giuridica delle donne. 2. A. Torino 1880
- Le second mariage de la princesse de Bauffremont et le droit international. Paris, 1877 (Auszug aus der Revue de droit français)